# IC 179
IC 179 је елиптична галаксија у сазвјежђу Андромеда која се налази на листи објеката дубоког неба у Индекс каталогу.
Деклинација објекта је + 38° 1' 17" а ректасцензија 2h 0m 11,5s. Привидна величина (магнитуда) објекта IC 179 износи 12,4 а фотографска магнитуда 13,4. IC 179 је још познат и под ознакама UGC 1475, MCG 6-5-75, CGCG 522-101, PGC 7581.